# Sam Wilson (Marvel Cinematic Universe)
Samuel Wilson je fiktivní postava objevující se ve filmech Marvel Cinematic Universe, založená na stejnojmenné postavě z Marvel Comics. Je také známá jako Falcon. Wilson později převzal titul Captain America po odchodu Steva Rogerse. Je veterán Letectva Spojených států, který letá pomocí jetpacku s kloubovými křídly. Zároveň je členem Avengers, kde využívá své dovednosti v obraně Země před různými hrozbami. Od začátku ho hraje Anthony Mackie. 

## Fiktivní biografie
Samuel Wilson se narodil a vyrůstal ve městě Delacroix v Louisianě. Wilson se dostal do Letectva Spojených států a sloužil na zájezdech do zámořských vojenských kempů. Byl vybrán k otestování prototypu vojenského vybavení spolu se svým přítelem Rileym. Jejich vybavení bylo v jejich misích důležité, protože rakety používané teroristy bránily letectvu v používání vrtulníků. Poté, co byl Riley zabit a Wilson ho nedokázal zachránit, dokončil svou misi a opustil letectvo. Wilson se poté stal poradcem pro trauma a pomáhal vracejícím se válečným veteránům.

### Pomoc Stevu Rogersovi
V roce 2014 se Wilson spřátelil se Stevem Rogersem během běhání ve Washingtonu, D.C. Později pomohl Rogersovi a Romanovové porazit Hydru, když se zjistilo, že Hydra infiltrovala S.H.I.E.L.D. Poté, co jsou Romanovová a Rogers zajati Hydrou, Maria Hillová je zachrání a vezme do tajného úkrytu, kde vidí údajně mrtvého Nicka Furyho. Rogers a Wilson se vracejí do ústředí S.H.I.E.L.D., Triskelionu, kde se zapojí do boje proti Buckymu Barnesovi, který má jako Winter Soldier (v překladu Zimní voják) vymytý mozek. Během boje Barnes odtrhl jedno z Wilsonových křídel. Wilsonovi nešlo létat, proto se pustil do boje s Rumlowem. Podařilo se mu uniknout z Triskelionu, těsně před jeho zhroucením. V důsledku kolapsu S.H.I.E.L.D.u se Wilson rozhodl doprovodit Rogerse na jeho misi vypátrat Barnese.

### Avenger
V roce 2015 se Wilson zúčastnil večírku Avengers, kde nepřímo zmiňuje probíhající pátrání po Barnesovi. Později se Wilson ujal šance spolu s Rhodesem, Visionem a Maximovovou stát se právoplatným Avengerem.
O několik měsíců později se Wilson krátce setká se Scottem Langem u základny Avengers, kde si Lang chce vzít kus technologie potřebnou pro jeho misi. Wilson, ohromený Langem, ho poté začne hledat.

### Sokovijská dohoda
V roce 2016 doprovázel Wilson Rogerse, Romanovovou a Maximovovou na misi v Lagos, kde měli zabránit Rumlowovi získat biologickou zbraň. Později se stává prvním Avengerem, který oponuje Sokovijské dohodě, novému zákonu, který vyžaduje, aby na Avengers dohlíželo OSN. Poté, co bomba zabije krále Wakandy T'Chaku ve Vídni, Rogers a Wilson chrání Barnese, který je hlavním podezřelím. Jsou zatčeni spolu s novým králem T'Challou, který chce Barnese zabít. Poté, co Barnese pustí Helmut Zemo, pravý pachatel bombového útoku, řekne Barnes Rogersovi a Wilsonovi o dalších pěti super vojácích, které Zemo plánuje uvolnit. Na Wilsonův návrh Rogers zavolá Clinta Bartona, aby sebou vzal Langa a Maximovovou. V Německu nastoupí proti Starkovi, Rhodesovi, Romanovové, T’Challovi, Parkerovi a Visionovi. Po boji je Wilson spolu s Maximovovou, Bartonem a Langem poslán do věznice "Raft". Když Stark navštíví Raft, Wilson řekne Starkovi, kam šel Rogers a Barnes. Později se Rogers vloupe do Raftu a pustí Wilsona a ostatní. Poté se Wilson skrývá s Rogersem a později i s Romanovovou, které hledá OSN, kvůli porušení dohod.

### Infinity War, Endgame
V roce 2018 Wilson spolu s Rogersem a Romanovovou přijíždějí do Skotska, aby zachránili Maximovovou a Visiona před Thanosovými Dětmi, Midnight a Glaive. Vrátí se do spolu do základny Avengers, kde se sejdou s Rhodesem a Bannerem. Na Rogersův návrh se odešli do Wakandy, aby chránili a následně zničili kámen, který má Vision v hlavě. Tam se Wilson sejde s Barnesem a oznámí Rogersovi příchod Outriderů, armády Thanose. Následuje velká bitva. Po příchodu Thanose, se ho pokoušejí zastavit, ale ten si vezme Visionův kámen a následně luskne rukavicí nekonečna. Vymaže tím polovinu veškerého života ve vesmíru, včetně Wilsona.
V roce 2023 je Wilson přiveden k životu a je prvním Avengerem, kterého lze slyšet v Rogersově vysílačce. Je přiveden na místo zničené základny, aby se připojil k boji proti alternativní verzi Thanose. Po bitvě se zúčastní Starkova pohřbu a se souhlasem Barnese přijme štít Kapitána Ameriky.

### Nový Kapitán Amerika
V roce 2024 se Wilson vrátil částečně pracovat pro Americké Letectvo. Je poslán do Tuniska, aby sledoval letadlo USAF unesené Georgesem Batrocem a členy teroristické skupiny LAF. Wilson je porazí a z letadla získá rukojmí s podporou svého přítele, nadporučíka Joaquina Torresa. Poté Torres řekne Wilsonovi o nové teroristické skupině Flag Smashers, která věřila, že život byl během "Probliku" lepší. 
Ve Washingtonu dává Wilson vládě USA Kapitánův štít, aby jej bylo možné vystavit v muzeu na výstavě věnované Kapitánovi Americe. Vysvětluje Rhodesovi, že se necítí být hoden převzít štít. Poté odjíždí do Delacroix v Louisianě, aby pomohl své sestře Sarah s rodinným podnikem. Zatímco je tam, Torres ho informuje o útoku Flag Smashers ve Švýcarsku. Následně ve zprávách uvidí, že americká vláda jmenovala Johna Walkera novým Kapitánem Ameriky.
Brzy Wilsona osloví Barnes, který vyjadřuje nesouhlas s tím, že se Wilson vzdal štítu. Poté, co Wilson odhalí jak velká je hrozba Flag Smashers, připojí se k němu Barnes a snaží se je spolu zastavit. Spolu s Barnesem v Mnichově pozorují teroristy, kteří pašují léky. Wilson použije Redwinga k identifikaci potenciálního rukojmího uvnitř nákladního vozidla. Nicméně se ukázalo, že to je vůdce Flag Smashers Karli Morgenthauová. Flag Smashers, všichni s nadlidskou silou, rychle přemohou Wilsona a Barnese, dokud jim na pomoc nepřijde Walker a jeho partner Lemar, ačkoli Flag Smashers uniknou. Walker žádá Wilsona a Barnese, aby se k němu připojili a pomáhali GRC zastavit probíhající násilné revoluce po "Probliku", ale oni to odmítají. Barnes přivede Wilsona do Baltimoru, aby se setkal s Isaiahem Bradleyem, veteránem z korejské války, který se stal vojákem, kterého Barnes potkal v bitvách před několika desítkami let. Bradley odmítá, aby jim pomohl objevit zdroj séra pro super vojáky a odhalí, že byl uvězněn a byly na něm prováděni experimenty vládou po dobu třiceti let. Stal se tak prvním super vojákem. Když Barnes a Wilson odcházejí, baltimorská policie začíná obtěžovat Wilsona, než si uvědomí, o koho jde. Barnes je následně zatčen za neúčast na terapii nařízenou soudem. Walker nechal Barnese osvobodit a on s Wilsonem jsou nuceni mluvit s Barnesovým terapeutem, kde Barnes vysvětluje, že je zklamán Wilsonem, že nedůvěřuje Rogersově úsudku, když jmenoval Wilsona jeho nástupcem. Když odcházejí, jsou znovu osloveni Walkerem, který se je pokusí rekrutovat, ale Wilson a Barnes znovu odmítnou. Barnes trvá na tom, že on a Wilson cestují do Berlína, aby se setkali s uvězněným Helmutem Zemem, ve snaze získat informace o Flag Smashers.
Bez vědomí Wilsona Barnes zorganizuje vězeňskou vzpouru, aby pomohl Zemovi uprchnout. Barnes přesvědčí Wilsona, aby jim Zemo mohl pomáhat a trojice se vydá do Madripooru, aby našli zdroj nového séra pro super vojáky. Wilson převezme přestrojení za zločince jménem Smiling Tiger a jsou odvezeni k vysoce postavenému zločinci Selbymu, který odhalí, že společnost Power Broker najala bývalého vědce z Hydry Dr. Wilfreda Nagela, aby sérum znovu vytvořil. Wilson omylem odhalí svoje krytí a Selby nařídí svým mužům, aby na ně zaútočili, ale při tom je zabita ona. Jejich zachránkyně Sharon Carterová žije na útěku v Madripooru už od roku 2016. Souhlasí s tím, že jim pomůže poté, co se Wilson nabídne, že ji omilostní, aby mohla opět vstoupit do USA. Cestují do Nagelovy laboratoře kde ho konfrontují. Odhalí, že vyrobil dvacet lahviček séra a že je Morgenthauová ukradla. Zemo nečekaně zabije Nagela a laboratoř je zničena. Wilson, Barnes a Carterová bojují s lovci, dokud Zemo nezíská únikové auto a neuniknou. Wilson, Barnes a Zemo cestují do Lotyšska, aby našli Morgenthauovou.
Wilsonovi se podaří promluvit s Morgenthauemovou a pokusí se ji přesvědčit, aby ukončila násilí, ale vtom zasáhne netrpělivý Walker a Morgenthauová unikne. Později Morgenthauová vyhrožuje Sarah, sestře Wilsona a nutí Wilsona, aby se s ní setkal přidal se k ní. Walker a Lemar zasáhnou, což vede k boji, ve kterém Morgenthau omylem zabije Lemara. Walker, rozzuřený smrtí svého přítele, použije štít k zabití jednoho z Flag Smashers před zděšenými kolemjdoucími, kteří jeho činy natáčejí.
V návaznosti na to Wilson a Barnes požadují štít od Walkera a zahájí boj, ve kterém Walker zničí Wilsonův oblek. Boj končí tím, že Wilson a Barnes vezmou štít a zlomí Walkerovi paži. Wilson zabaví Walkerovi štít. Poté navštíví Bradleyho, který tvrdí, že černoch nemůže a neměl by být Kapitánem Amerikou. Wilson se vrací domů do Louisiany a pomáhá s opravou rodinné lodi za pomoci několika místních obyvatel i Barnese, který doručí kufřík určený pro Wilsona od Wakanďanů. Barnes a Wilson následně trénují se štítem a dohodnou se, že zapomenou na svou minulost a budou spolupracovat jako přátelé. Wilson přijímá svou roli nového Kapitána Ameriky a připravuje se znovu čelit Flag Smashers.
Wilson v novém obleku Kapitána Ameriky vletí do New Yorku, aby s pomocí Barnese, Carterové a Walkera zachránil GRC před útokem Flag Smashers. Wilson přijde k rozumu s Morgenthauemovou, ale Carterová ji zabije, když na ní namířila zbraň. Wilson přesvědčí GRC, aby odložila hlasování a usilovala o pomoc lidem, za které Morgenthauová zemřel v boji. Přesvědčuje také vládu, aby vytvořila sochu na počest Bradleyho jako součást výstavy Steva Rogerse v muzeu.

## Výskyt

### Filmy
- Captain America: Návrat prvního Avengera
- Avengers: Age of Ultron
- Ant-Man
- Captain America: Občanská válka
- Avengers: Infinity War
- Avengers: Endgame
- Captain America: Nový svět

### Seriály
- Falcon a Winter Soldier
- Co kdyby…?